# Canadian Open 2010 - Qualificazioni singolare femminile
Le qualificazioni del singolare femminile del Canadian Open 2010 sono state un torneo di tennis preliminare per accedere alla fase finale della manifestazione. I vincitori dell'ultimo turno sono entrati di diritto nel tabellone principale. In caso di ritiro di uno o più giocatori aventi diritto a questi sono subentrati i lucky loser, ossia i giocatori che hanno perso nell'ultimo turno ma che avevano una classifica più alta rispetto agli altri partecipanti che avevano comunque perso nel turno finale.
Le qualificazioni del torneo prevedevano 56 partecipanti di cui 6 sono entrati nel tabellone principale.

## Teste di serie
1. Barbora Zahlavova Strycova (secondo turno)
2. Assente
3. Patty Schnyder (ultimo turno)
4. Roberta Vinci (secondo turno)
5. Elena Baltacha (primo turno)
6. Arantxa Parra-Santonja (secondo turno)
7. Kimiko Date-Krumm (ultimo turno)
8. Assente
9. Jarmila Groth (ultimo turno)

1. Ekaterina Makarova (Qualificata)
2. Vera Duševina (ultimo turno)
3. Tathiana Garbin (secondo turno)
4. Sorana Cîrstea (ultimo turno)
5. Iveta Benešová (Qualificata)
6. Alizé Cornet (ultimo turno)
7. Vania King (ultimo turno)
8. Kai-Chen Chang (primo turno)
9. Alberta Brianti (secondo turno)

## Qualificati
1. Monica Niculescu
2. Ekaterina Makarova
3. Iveta Benešová
4. Bethanie Mattek-Sands

1. Lucie Hradecká
2. Heidi El Tabakh
3. Jarmila Groth
4. Vania King

## Tabellone

### Legenda
| - Q = Qualificato - WC = Wild card - LL = Lucky loser | - ALT = Alternate - SE = Special Exempt - PR = Protected Ranking | - w/o = Walkover - r = Ritirato - d = Squalificato |

### Sezione 1
|  | Primo turno       | Primo turno                | Primo turno                | Primo turno    | Primo turno |  |  | Secondo turno | Secondo turno              | Secondo turno              | Secondo turno  | Secondo turno  |   |   | Ultimo turno | Ultimo turno     | Ultimo turno     | Ultimo turno | Ultimo turno |  |
|  |                   |                            |                            |                |             |  |  |               |                            |                            |                |                |   |   |              |                  |                  |              |              |  |
|  | 1                 | Barbora Zahlavova Strycova | Barbora Zahlavova Strycova | 6              | 6           |  |  |               |                            |                            |                |                |   |   |              |                  |                  |              |              |  |
|  |                   | Marija Kondrat'eva         | Marija Kondrat'eva         | 0              | 2           |  |  | 1             | Barbora Zahlavova Strycova | Barbora Zahlavova Strycova | 3              | 4              |   |   |              |                  |                  |              |              |  |
|  | Monica Niculescu  | Monica Niculescu           | Monica Niculescu           | 6              | 6           |  |  |               | Monica Niculescu           | Monica Niculescu           | 6              | 6              |   |   |              |                  |                  |              |              |  |
|  | Varvara Lepchenko | Varvara Lepchenko          | Varvara Lepchenko          | 3              | 1           |  |  |               |                            |                            |                |                |   |   |              | Monica Niculescu | Monica Niculescu | 6            | 6            |  |
|  | Bojana Jovanovski | Bojana Jovanovski          | Bojana Jovanovski          | 6              | 6           |  |  |               |                            | 13                         | Sorana Cîrstea | Sorana Cîrstea | 3 | 3 |              |                  |                  |              |              |  |
|  | Sharon Fichman    | Sharon Fichman             | Sharon Fichman             | 1              | 4           |  |  |               | Bojana Jovanovski          | Bojana Jovanovski          | 64             | 3              |   |   |              |                  |                  |              |              |  |
|  | 13                | Sorana Cîrstea             | Sorana Cîrstea             | Sorana Cîrstea | 3           |  |  | 13            | Sorana Cîrstea             | Sorana Cîrstea             | 7              | 6              |   |   |              |                  |                  |              |              |  |
|  |                   | Kurumi Nara                | Kurumi Nara                | Kurumi Nara    | 3r          |  |  |               |                            |                            |                |                |   |   |              |                  |                  |              |              |  |

### Sezione 2
|  | Primo turno          | Primo turno          | Primo turno          | Primo turno | Primo turno |  |  | Secondo turno      | Secondo turno      | Secondo turno      | Secondo turno      | Secondo turno      |   |   | Ultimo turno | Ultimo turno   | Ultimo turno   | Ultimo turno | Ultimo turno |  |
|  |                      |                      |                      |             |             |  |  |                    |                    |                    |                    |                    |   |   |              |                |                |              |              |  |
|  |                      | Rebecca Marino       | 6                    | 3           | 6           |  |  |                    |                    |                    |                    |                    |   |   |              |                |                |              |              |  |
|  | 17                   | Kai-Chen Chang       | 3                    | 6           | 3           |  |  | Rebecca Marino     | Rebecca Marino     | Rebecca Marino     | 6                  | 7                  |   |   |              |                |                |              |              |  |
|  | Mathilde Johansson   | Mathilde Johansson   | Mathilde Johansson   | 6           | 6           |  |  | Mathilde Johansson | Mathilde Johansson | Mathilde Johansson | 4                  | 63                 |   |   |              |                |                |              |              |  |
|  | Mariana Duque-Marino | Mariana Duque-Marino | Mariana Duque-Marino | 3           | 0           |  |  |                    |                    |                    |                    |                    |   |   |              | Rebecca Marino | Rebecca Marino | 4            | 4            |  |
|  | Alison Riske         | Alison Riske         | Alison Riske         | 6           | 6           |  |  |                    |                    | 10                 | Ekaterina Makarova | Ekaterina Makarova | 6 | 6 |              |                |                |              |              |  |
|  | Eugenie Bouchard     | Eugenie Bouchard     | Eugenie Bouchard     | 4           | 2           |  |  |                    | Alison Riske       | Alison Riske       | 3                  | 62                 |   |   |              |                |                |              |              |  |
|  | 10                   | Ekaterina Makarova   | Ekaterina Makarova   | 6           | 6           |  |  | 10                 | Ekaterina Makarova | Ekaterina Makarova | 6                  | 7                  |   |   |              |                |                |              |              |  |
|  |                      | Tamaryn Hendler      | Tamaryn Hendler      | 4           | 0           |  |  |                    |                    |                    |                    |                    |   |   |              |                |                |              |              |  |

### Sezione 3
|  | Primo turno            | Primo turno            | Primo turno            | Primo turno | Primo turno |  |  | Secondo turno | Secondo turno          | Secondo turno          | Secondo turno  | Secondo turno  |   |   | Ultimo turno | Ultimo turno   | Ultimo turno   | Ultimo turno | Ultimo turno |  |
|  |                        |                        |                        |             |             |  |  |               |                        |                        |                |                |   |   |              |                |                |              |              |  |
|  | 3                      | Patty Schnyder         | Patty Schnyder         | 6           | 6           |  |  |               |                        |                        |                |                |   |   |              |                |                |              |              |  |
|  |                        | Julie Ditty            | Julie Ditty            | 2           | 1           |  |  | 3             | Patty Schnyder         | Patty Schnyder         | 6              | 7              |   |   |              |                |                |              |              |  |
|  | Nuria Llagostera Vives | Nuria Llagostera Vives | Nuria Llagostera Vives | 7           | 7           |  |  |               | Nuria Llagostera Vives | Nuria Llagostera Vives | 1              | 64             |   |   |              |                |                |              |              |  |
|  | Marie-Ève Pelletier    | Marie-Ève Pelletier    | Marie-Ève Pelletier    | 5           | 5           |  |  |               |                        |                        |                |                |   |   | 3            | Patty Schnyder | Patty Schnyder | 65           | 1            |  |
|  | Ekaterina Shulaeva     | Ekaterina Shulaeva     | Ekaterina Shulaeva     | 6           | 7           |  |  |               |                        | 14                     | Iveta Benešová | Iveta Benešová | 7 | 6 |              |                |                |              |              |  |
|  | Anastasija Pivovarova  | Anastasija Pivovarova  | Anastasija Pivovarova  | 0           | 64          |  |  |               | Ekaterina Shulaeva     | Ekaterina Shulaeva     | 3              | 2              |   |   |              |                |                |              |              |  |
|  | 14                     | Iveta Benešová         | Iveta Benešová         | 6           | 6           |  |  | 14            | Iveta Benešová         | Iveta Benešová         | 6              | 6              |   |   |              |                |                |              |              |  |
|  |                        | Elisabeth Abanda       | Elisabeth Abanda       | 1           | 4           |  |  |               |                        |                        |                |                |   |   |              |                |                |              |              |  |

### Sezione 4
|  | Primo turno           | Primo turno           | Primo turno           | Primo turno | Primo turno |  |  | Secondo turno | Secondo turno         | Secondo turno         | Secondo turno | Secondo turno |    |   | Ultimo turno | Ultimo turno          | Ultimo turno          | Ultimo turno | Ultimo turno |  |
|  |                       |                       |                       |             |             |  |  |               |                       |                       |               |               |    |   |              |                       |                       |              |              |  |
|  | 4                     | Roberta Vinci         | Roberta Vinci         | 6           | 6           |  |  |               |                       |                       |               |               |    |   |              |                       |                       |              |              |  |
|  |                       | Julie Coin            | Julie Coin            | 1           | 2           |  |  | 4             | Roberta Vinci         | Roberta Vinci         | 4             | 3             |    |   |              |                       |                       |              |              |  |
|  | Bethanie Mattek-Sands | Bethanie Mattek-Sands | Bethanie Mattek-Sands | 6           | 6           |  |  |               | Bethanie Mattek-Sands | Bethanie Mattek-Sands | 6             | 6             |    |   |              |                       |                       |              |              |  |
|  | Ajla Tomljanović      | Ajla Tomljanović      | Ajla Tomljanović      | 3           | 4           |  |  |               |                       |                       |               |               |    |   |              | Bethanie Mattek-Sands | Bethanie Mattek-Sands | 7            | 6            |  |
|  | Anna-Lena Grönefeld   | Anna-Lena Grönefeld   | 6                     | 4           | 6           |  |  |               |                       | 11                    | Vera Duševina | Vera Duševina | 65 | 2 |              |                       |                       |              |              |  |
|  | Tamira Paszek         | Tamira Paszek         | 2                     | 6           | 0           |  |  |               | Anna-Lena Grönefeld   | Anna-Lena Grönefeld   | 3             | 1             |    |   |              |                       |                       |              |              |  |
|  | 11                    | Vera Duševina         | Vera Duševina         | 6           | 6           |  |  | 11            | Vera Duševina         | Vera Duševina         | 6             | 6             |    |   |              |                       |                       |              |              |  |
|  |                       | Michaëlla Krajicek    | Michaëlla Krajicek    | 3           | 2           |  |  |               |                       |                       |               |               |    |   |              |                       |                       |              |              |  |

### Sezione 5
|  | Primo turno           | Primo turno           | Primo turno           | Primo turno | Primo turno |  |  | Secondo turno  | Secondo turno      | Secondo turno      | Secondo turno | Secondo turno |   |   | Ultimo turno | Ultimo turno   | Ultimo turno   | Ultimo turno | Ultimo turno |  |
|  |                       |                       |                       |             |             |  |  |                |                    |                    |               |               |   |   |              |                |                |              |              |  |
|  |                       | Ayumi Morita          | Ayumi Morita          | 6           | 6           |  |  |                |                    |                    |               |               |   |   |              |                |                |              |              |  |
|  | 5                     | Elena Baltacha        | Elena Baltacha        | 2           | 3           |  |  | Ayumi Morita   | Ayumi Morita       | Ayumi Morita       | 5             | 68            |   |   |              |                |                |              |              |  |
|  | Lucie Hradecká        | Lucie Hradecká        | 7                     | 1           | 6           |  |  | Lucie Hradecká | Lucie Hradecká     | Lucie Hradecká     | 7             | 7             |   |   |              |                |                |              |              |  |
|  | Pauline Parmentier    | Pauline Parmentier    | 5                     | 6           | 1           |  |  |                |                    |                    |               |               |   |   |              | Lucie Hradecká | Lucie Hradecká | 6            | 7            |  |
|  | Gabriela Dabrowski    | Gabriela Dabrowski    | Gabriela Dabrowski    | 6           | 6           |  |  |                |                    | 15                 | Alizé Cornet  | Alizé Cornet  | 4 | 5 |              |                |                |              |              |  |
|  | Stéphanie Cohen-Aloro | Stéphanie Cohen-Aloro | Stéphanie Cohen-Aloro | 3           | 2           |  |  |                | Gabriela Dabrowski | Gabriela Dabrowski | 1             | 3             |   |   |              |                |                |              |              |  |
|  | 15                    | Alizé Cornet          | Alizé Cornet          | 7           | 6           |  |  | 15             | Alizé Cornet       | Alizé Cornet       | 6             | 6             |   |   |              |                |                |              |              |  |
|  |                       | Natalie Grandin       | Natalie Grandin       | 6(1)        | 4           |  |  |                |                    |                    |               |               |   |   |              |                |                |              |              |  |

### Sezione 6
|  | Primo turno       | Primo turno            | Primo turno       | Primo turno | Primo turno |  |  | Secondo turno | Secondo turno          | Secondo turno          | Secondo turno   | Secondo turno |   |   | Ultimo turno   | Ultimo turno   | Ultimo turno | Ultimo turno | Ultimo turno |  |
|  |                   |                        |                   |             |             |  |  |               |                        |                        |                 |               |   |   |                |                |              |              |              |  |
|  | 6                 | Arantxa Parra-Santonja | 6                 | 0           | 7           |  |  |               |                        |                        |                 |               |   |   |                |                |              |              |              |  |
|  |                   | Marina Eraković        | 1                 | 6           | 5           |  |  | 6             | Arantxa Parra-Santonja | Arantxa Parra-Santonja | 4               | 4             |   |   |                |                |              |              |              |  |
|  | Karolina Šprem    | Karolina Šprem         | Karolina Šprem    | 6           | 7           |  |  |               | Karolina Šprem         | Karolina Šprem         | 6               | 6             |   |   |                |                |              |              |              |  |
|  | Ol'ga Savčuk      | Ol'ga Savčuk           | Ol'ga Savčuk      | 1           | 5           |  |  |               |                        |                        |                 |               |   |   | Karolina Šprem | Karolina Šprem | 6            | 3            | 2            |  |
|  | Heidi El Tabakh   | Heidi El Tabakh        | Heidi El Tabakh   | 7           | 6           |  |  |               |                        | Heidi El Tabakh        | Heidi El Tabakh | 3             | 6 | 6 |                |                |              |              |              |  |
|  | Andrea Hlaváčková | Andrea Hlaváčková      | Andrea Hlaváčková | 5           | 4           |  |  |               | Heidi El Tabakh        | Heidi El Tabakh        | 7               | 6             |   |   |                |                |              |              |              |  |
|  | 12                | Tathiana Garbin        | 2                 | 6           | 6           |  |  | 12            | Tathiana Garbin        | Tathiana Garbin        | 64              | 2             |   |   |                |                |              |              |              |  |
|  |                   | Alla Kudrjavceva       | 6                 | 2           | 1           |  |  |               |                        |                        |                 |               |   |   |                |                |              |              |              |  |

### Sezione 7
|  | Primo turno       | Primo turno       | Primo turno       | Primo turno | Primo turno |  |  | Secondo turno | Secondo turno     | Secondo turno  | Secondo turno | Secondo turno |   |   | Ultimo turno | Ultimo turno      | Ultimo turno      | Ultimo turno | Ultimo turno |  |
|  |                   |                   |                   |             |             |  |  |               |                   |                |               |               |   |   |              |                   |                   |              |              |  |
|  | 7                 | Kimiko Date-Krumm | Kimiko Date-Krumm | 6           | 6           |  |  |               |                   |                |               |               |   |   |              |                   |                   |              |              |  |
|  |                   | Katie O'brien     | Katie O'brien     | 0           | 2           |  |  | 7             | Kimiko Date-Krumm | 6              | 3             | 7             |   |   |              |                   |                   |              |              |  |
|  | Urszula Radwańska | Urszula Radwańska | Urszula Radwańska | 6           | 6           |  |  |               | Urszula Radwańska | 1              | 6             | 62            |   |   |              |                   |                   |              |              |  |
|  | Alicia Molik      | Alicia Molik      | Alicia Molik      | 4           | 3           |  |  |               |                   |                |               |               |   |   | 7            | Kimiko Date-Krumm | Kimiko Date-Krumm | 2            | 0            |  |
|  | Abigail Spears    | Abigail Spears    | Abigail Spears    | 7           | 6           |  |  |               |                   | 9              | Jarmila Groth | Jarmila Groth | 6 | 6 |              |                   |                   |              |              |  |
|  | Julia Cohen       | Julia Cohen       | Julia Cohen       | 5           | 1           |  |  |               | Abigail Spears    | Abigail Spears | 4             | 3             |   |   |              |                   |                   |              |              |  |
|  | 9                 | Jarmila Groth     | Jarmila Groth     | 6           | 6           |  |  | 9             | Jarmila Groth     | Jarmila Groth  | 6             | 6             |   |   |              |                   |                   |              |              |  |
|  |                   | Sophie Ferguson   | Sophie Ferguson   | 2           | 1           |  |  |               |                   |                |               |               |   |   |              |                   |                   |              |              |  |

### Sezione 8
|  | Primo turno  | Primo turno         | Primo turno         | Primo turno | Primo turno |  |  | Secondo turno | Secondo turno   | Secondo turno   | Secondo turno | Secondo turno |   |   | Ultimo turno | Ultimo turno | Ultimo turno | Ultimo turno | Ultimo turno |  |
|  |              |                     |                     |             |             |  |  |               |                 |                 |               |               |   |   |              |              |              |              |              |  |
|  | 18           | Alberta Brianti     | Alberta Brianti     | 6           | 6           |  |  |               |                 |                 |               |               |   |   |              |              |              |              |              |  |
|  |              | Chanelle Scheepers  | Chanelle Scheepers  | 2           | 2           |  |  | 18            | Alberta Brianti | Alberta Brianti | 1             | 1             |   |   |              |              |              |              |              |  |
|  | Simona Halep | Simona Halep        | Simona Halep        | 7           | 7           |  |  |               | Simona Halep    | Simona Halep    | 6             | 6             |   |   |              |              |              |              |              |  |
|  | Gréta Arn    | Gréta Arn           | Gréta Arn           | 5           | 5           |  |  |               |                 |                 |               |               |   |   |              | Simona Halep | Simona Halep | 65           | 1            |  |
|  | Arantxa Rus  | Arantxa Rus         | 3                   | 7           | 6           |  |  |               |                 | 16              | Vania King    | Vania King    | 7 | 6 |              |              |              |              |              |  |
|  | Sania Mirza  | Sania Mirza         | 6                   | 65          | 4           |  |  |               | Arantxa Rus     | Arantxa Rus     | 2             | 1r            |   |   |              |              |              |              |              |  |
|  | 16           | Vania King          | Vania King          | 6           | 6           |  |  | 16            | Vania King      | Vania King      | 6             | 3             |   |   |              |              |              |              |              |  |
|  |              | Alexandra Stevenson | Alexandra Stevenson | 1           | 2           |  |  |               |                 |                 |               |               |   |   |              |              |              |              |              |  |